# Indiahoma
Indiahoma és un poble dels Estats Units a l'estat d'Oklahoma. Segons el cens del 2000 tenia 374 habitants.

## Demografia
Segons el cens del 2000, Indiahoma tenia 374 habitants, 144 habitatges, i 100 famílies. La densitat de població era de 515,7 habitants per km².
Dels 144 habitatges en un 40,3% hi vivien nens de menys de 18 anys, en un 50% hi vivien parelles casades, en un 18,1% dones solteres, i en un 29,9% no eren unitats familiars. En el 29,2% dels habitatges hi vivien persones soles el 13,2% de les quals corresponia a persones de 65 anys o més que vivien soles. El nombre mitjà de persones vivint en cada habitatge era de 2,6 i el nombre mitjà de persones que vivien en cada família era de 3,14.
Per edats la població es repartia de la següent manera: un 32,9% tenia menys de 18 anys, un 6,7% entre 18 i 24, un 29,9% entre 25 i 44, un 17,9% de 45 a 60 i un 12,6% 65 anys o més.
L'edat mediana era de 31 anys. Per cada 100 dones de 18 o més anys hi havia 91,6 homes.
La renda mediana per habitatge era de 21.071 $ i la renda mediana per família de 28.977 $. Els homes tenien una renda mediana de 27.250 $ mentre que les dones 19.063 $. La renda per capita de la població era de 10.153 $. Entorn del 22,9% de les famílies i el 29,6% de la població estaven per davall del llindar de pobresa.

## Poblacions més properes
El següent diagrama mostra les poblacions més properes.